# 聖佩德羅馬蒂爾島

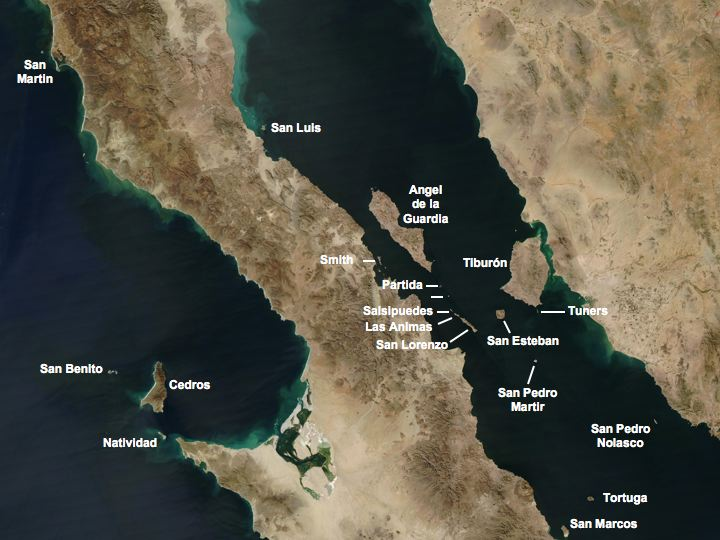

聖佩德羅馬蒂爾島是墨西哥的島嶼，位於加利福尼亞灣，距離下加利福尼亞半島51公里，長2.4公里、寬2公里，面積2.73平方公里，最高點海拔高度321米，島上無人居住。